# Dongshan (Tainan)
Dongshan (chinesisch 東山區, Pinyin Dōngshān Qū, W.-G. Tung1-shan1 Ch'ü1, Pe̍h-ōe-jī Tong-san-khu) ist ein Bezirk der regierungsunmittelbaren Stadt Tainan im Südwesten der Republik China auf Taiwan.

## Lage und Beschreibung
Dongshan liegt im Nordosten des Stadtgebiets von Tainan. Der Bezirk hat eine langgestreckte Form mit einer maximalen Längsausdehnung (in westsüdwestlicher Richtung) von 20 Kilometern und einer Querausdehnung von maximal 7,5 Kilometern. Im Nordwesten und Norden bilden das Flüsschen Jishui (急水溪,  Jíshuǐ Xī) und dessen Zufluss Liuchong (六重溪,  Liùchóng Xī) im Wesentlichen die Grenze. Flächenmäßig ist Dongshan mit knapp 125 km² der drittgrößte Bezirk Tainans. Der westliche Teil von Dongshan gehört zur Jianan-Ebene, während der östliche Teil hügelig bis bergig ist. Östlich der Kreisstraße 175 beginnen die Ausläufer des Alishan-Gebirges. Im mittleren Abschnitt zwischen Kreisstraße 175 im Osten und Nationalstraße 3 (Autobahn) im Westen ist das Terrain hügelig und westlich der Nationalstraße 3 ist es eben. Dongshan grenzt an die folgenden Stadtbezirke Tainans: Baihe und Houbi im Norden, Xinying in einem kleinen Abschnitt im Westen, Liuying im Südwesten sowie Liujia und Nanxi im Süden. Im Osten grenzt Dongshan an die Landgemeinde Dapu im benachbarten Landkreis Chiayi.

## Geschichte
Die Ureinwohner des Gebietes von Dongshan waren zu den Austronesiern zählende taiwanische Ethnien, zuletzt vom Stamm der Siraya. Diese wurden durch den Zustrom von Han-chinesischen Einwanderern, die vom Festland aus der chinesischen Küstenprovinz Fujian stammten, ab dem 17. und 18. Jahrhundert zunehmend minorisiert, verdrängt oder assimiliert.
Während der japanischen Kolonialzeit (1895–1945) erfolgte im Jahr 1920 eine grundlegende Reorganisation der Verwaltung und es wurde das Dorf Fanshe (wörtl. etwa ‚Gemeinschaft der Eingeborenen/der Unzivilisierten‘, 番社庄, chin. Fānshè Zhuāng, japan. Bansha Shō) gebildet. Aus diesem nach der Übernahme Taiwans durch die Republik China 1945 die Landgemeinde Dongshan (‚östlicher Berg‘) im neu gebildeten Landkreis Tainan. Dongshan profitierte in seiner Entwicklung von der Lage als direkter Nachbarbezirk der damaligen Kreishauptstadt Xinying. Nach Auflösung des Landkreises am 25. Dezember 2010 wurde Dongshan zu einem Stadtbezirk (區,  Qū) Tainans.

## Einwohner
In Bezug auf die Einwohnerzahl gehört Dongshan zu den kleineren Bezirken und stand 2017 auf Platz 28 unter den 37 Stadtbezirken Tainans. Angehörige indigener Völker machten 2017 etwa 0,3 Prozent der Bevölkerung aus.
| Gliederung Dongshans |
|                      |

## Verwaltungsgliederung
Dongshan ist in 16 Ortsteile (里,  Lǐ) gegliedert. Am 29. Januar 2018 erfolgte eine geringgradige Neuabgrenzung zwischen den Ortsteilen Dake und Keli.
1 Shengxian (聖賢里)

2 Sanrong (三榮里)

3 Dongshan (東山里)

4 Dongzheng (東正里)

5 Dongzhong (東中里)

6 Donghe (東河里)

7 Keli (科里里)

8 Dake (大客里)

9 Nanxi (南溪里)

10 Shuiyun (水雲里)

11 Lin’an (林安里)

12 Dongyuan (東原里)

13 Lingnan (嶺南里)

14 Nanshi (南勢里)

15 Qingshan (青山里)

16 Gaoyuan (高原里)

## Verkehr
In Dongshan gibt es im Wesentlichen drei größere Straßen, die parallel zueinander in einem gewissen Abstand den Bezirk in nordnordöstlicher Richtung durchqueren. Am weitesten westlich läuft die Kreisstraße 165, ein bis zwei Kilometer östlich davon die Nationalstraße 3 (Autobahn) und im Osten die Kreisstraße 175. Von dieser zweigt im Süden die Kreisstraße 174 ab, die über einen kurzen Abschnitt durch den Bezirk verläuft. Ein direkter Eisenbahnanschluss besteht in Dongshan nicht, jedoch in den westlich angrenzenden Bezirken. Die Taiwanische Hochgeschwindigkeitsbahn (THSR) durchquert in einem kurzen Abschnitt den äußersten westlichen Zipfel Dongshans ohne Halt.

## Landwirtschaft
Haupterwerbszweig ist die Landwirtschaft. Ende 2017 waren 6105 Hektar, entsprechend 48,9 % der Fläche landwirtschaftlich genutzt.
Die wichtigsten Produkte sind Reis, Süßkartoffel, Mais, Zuckerrohr, Bambussprossen, Ponkan, Longan, Orange, Tangerine, Cantaloupe-Melone, Drachenfrucht, Banane und Kaffee. Dongshan ist mit etwa 150 Hektar Anbaufläche der größte Kaffeeproduzent in Taiwan.

## Besonderheiten
Die Siedlung Xikou (西口) im Ortsteil Nanshi hat – wohl aufgrund seiner vielen Wiesen – die inoffizielle Bezeichnung „Kleine Schweiz“ (小瑞士,  Xiǎo Ruìshì) erhalten. Hier befindet sich der westliche Ausgang des Wushanling-Wasserumleitungstunnels, der unterirdisch Wasser des Zengwen-Flusses aus dem Nachbarbezirk Nanxi zum Wushantou-Stausee leitet. Bekannt ist der Trichterstrudel (天井漩渦,  Tiānjǐng xuánwō, ), ein großer Überfalltrichter in einem zuführenden Speicherbecken des Wushantou-Stausees. Entlang der Kreisstraße 175 im Osten Dongshans liegen die Kaffeeanbaugebiete (gemischt mit Obstanbaugebieten) und entlang der Straße liegen zahlreiche entsprechende Geschäfte, so dass diese die Bezeichnung 175咖啡大道 – „175er Kaffee-Boulevard“ erhalten hat.
Als sehenswert gelten der Bixuan-Tempel (碧軒寺,  Bìxuān Sì, ) im Ortsteil Dongshan, der dem Guanyin-Buddha geweiht ist und dessen Anfänge auf das Jahr 1844 zurückgehen, und der Fuyou-Tempel (孚佑宮,  Fúyòu Gōng, ) in Nanshi.

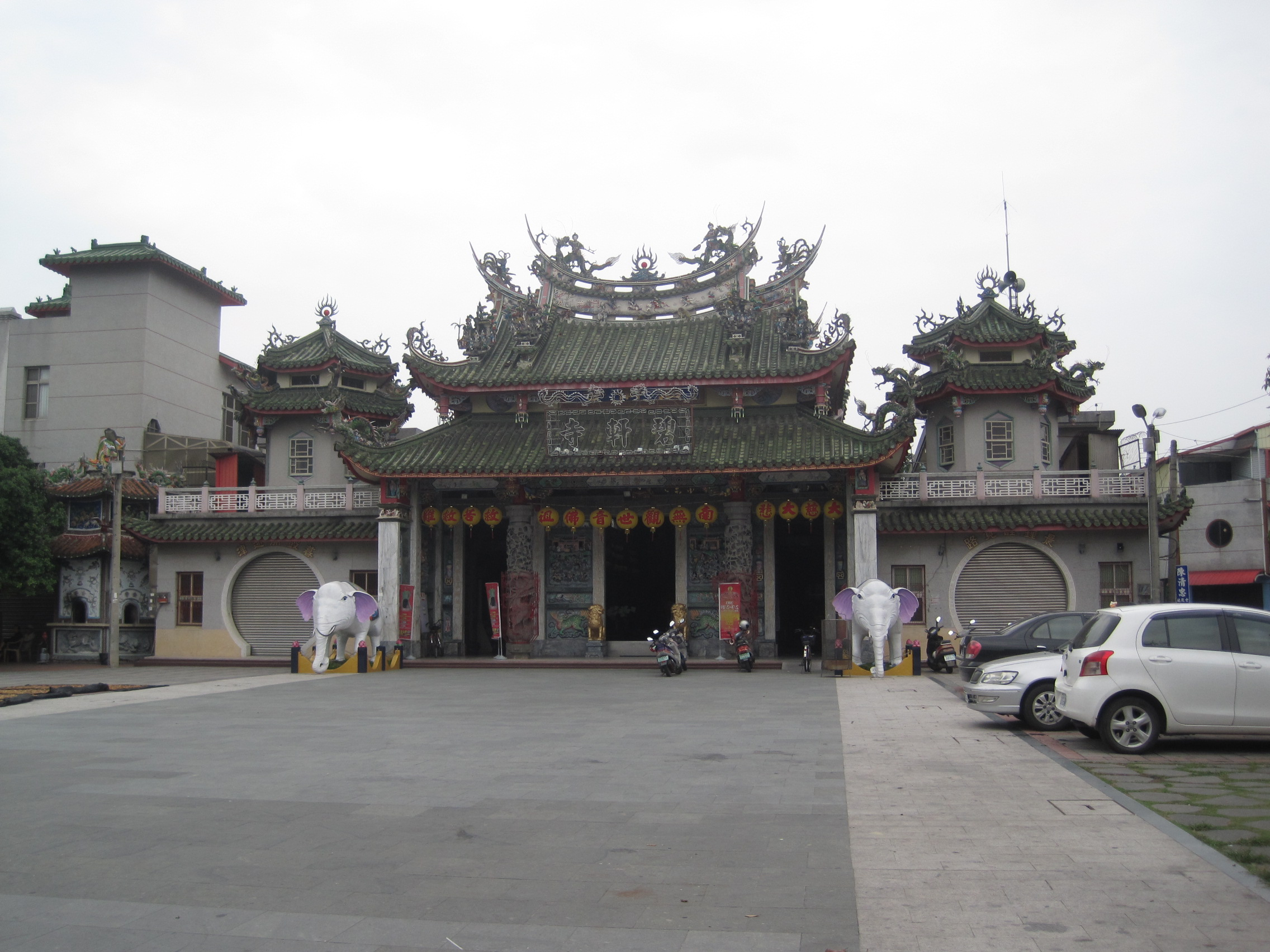
Bixuan-Tempel
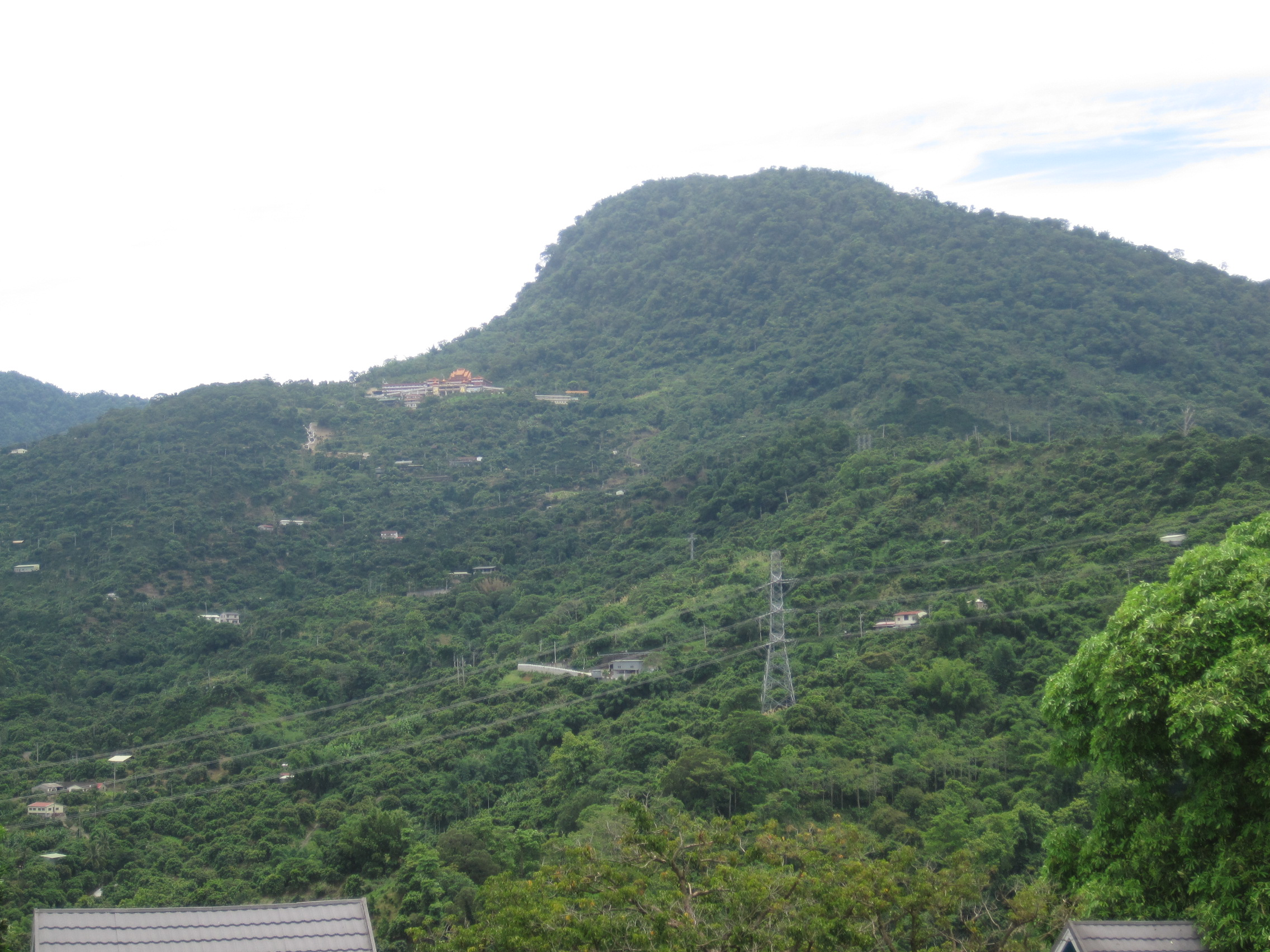
Kantoushan (崁頭山) im Osten Dongshans
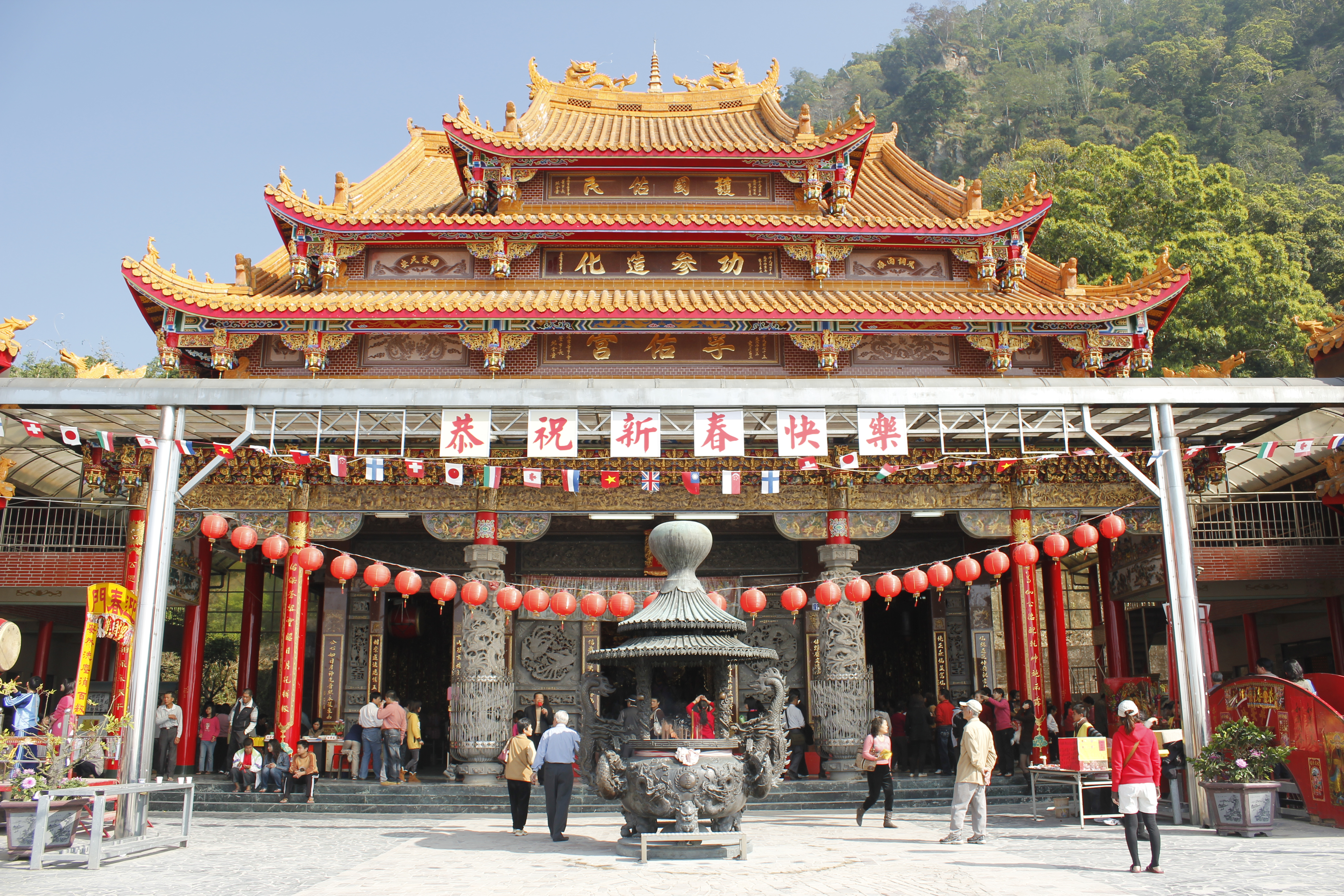
Fuyou-Tempel